# Márton Lőrincz
Márton Lőrincz (Corund, Harghita, 28 de outubro de 1911 — Bariloche, Río Negro, 1 de agosto de 1969) foi um lutador de luta greco-romana húngaro.

## Carreira
Foi vencedor da medalha de ouro na categoria até 56 kg em Berlim 1936.